# Vicia balansae
Vicia balansae — вид квіткових рослин з родини бобових (Fabaceae). Ареал охоплює такі країни: Вірменія, Азербайджан, Грузія, Дагестан, Кабардино-Балкарія, Карачаєво-Черкесія, Північна Осетія, Красноярськ, Туреччина (азійська).

## Середовище
Висота проживання: 550–2700 метрів. Vicia balansae зустрічається на вологих альпійських пасовищах та в лісах. Це відносно рідкісний вид, обмежений за поширенням (Туреччина та Кавказ) та середовищем існування (вологі альпійські пасовища та ліси). Ці середовища існування в межах його географічного ареалу не перебувають під значною загрозою зникнення.